# 藍線獠牙鯛
藍線獠牙鯛為輻鰭魚綱鱸形目鱸亞目鯛科的其中一種，分布於東南大西洋南非開普敦至德班海域，棲息深度可達80公尺，體長可達50公分，棲息在沿岸岩石底質海域，可做為食用魚。